# Sagans förtrollade värld: folksagornas innebörd och betydelse
Sagans förtrollade värld: folksagornas innebörd och betydelse är en bok av Bruno Bettelheim, utgiven på Almqvist & Wicksell Förlag 1975, 1976 och 1978 samt av Norstedt 1993. Boken är ca 400 sidor. I boken analyseras ett antal klassiska sagor, framförallt av Bröderna Grimm och från Tusen och en natt.

## Sagor som analyseras i boken
- "Fiskaren och djinnen" (ur Tusen och en natt)
- "Tre små grisar"
- "Bidrottningen" (av Bröderna Grimm)
- "Lille bror och lilla syster" (av Bröderna Grimm)
- "Sindbad Sjöfararen och Sindbad Bäraren" (ur Tusen och en natt)
- "De tre språken" (av Bröderna Grimm)
- "De tre fjädrarna" (av Bröderna Grimm)
- "Gåsflickan" (av Bröderna Grimm)
- "Hans och Greta"
- "Lilla Rödluvan"
- "Jack och bönstjälken "
- "Snövit"
- "Guldlock och de tre björnarna"
- "Törnrosa"
- "Askungen"
- "Pojken som ville lära sig rysa"
- "Snövit och Rosenröd"
- "Grodkungen"
- "Amor och Psyke - Kärleken och Själen"
- "Den förtrollade grisen"
- "Blåskägg"
- "Skönheten och odjuret"

## Boken i undervisningssammanhang
På kursen Sagans förtrollande värld II, 7,5 högskolepoäng, som ges vid Örebro universitet, används boken som referenslitteratur.